# Hanna Gedin
Hanna Rebecka Gedin (ur. 11 marca 1978 w Lund) – szwedzka polityczka i działaczka partyjna, deputowana do Parlamentu Europejskiego X kadencji.

## Życiorys
Z wykształcenia prawniczka, studiowała na Uniwersytecie w Lund. Pracowała w Hyresgästföreningen, organizacji ochrony praw lokatorów. Zaangażowała się w działalność polityczną w ramach Partii Lewicy. Weszła w skład rady miejskiej w Malmö, była członkinią władz wykonawczych tej miejscowości. W latach 2017–2022 pełniła funkcję zastępczyni sekretarza swojej partii. W wyborach w 2024 uzyskała mandat posłanki do Europarlamentu X kadencji.